# Eutaw
La ville d'Eutaw (en anglais [ˈjuːtɔː]) est le siège du comté de Greene, dans l'État de l'Alabama, aux États-Unis.

## Démographie
| 1850  | 1880  | 1890  | 1900 | 1910  | 1920  | 1930  | 1940  |
| ----- | ----- | ----- | ---- | ----- | ----- | ----- | ----- |
| 2 000 | 1 101 | 1 115 | 884  | 1 001 | 1 359 | 1 721 | 1 895 |

| 1950  | 1960  | 1970  | 1980  | 1990  | 2000  | 2010  | - |
| ----- | ----- | ----- | ----- | ----- | ----- | ----- | - |
| 2 348 | 2 784 | 2 805 | 2 444 | 2 281 | 1 878 | 2 934 | - |

## Source
- (en) Cet article est partiellement ou en totalité issu de l’article de Wikipédia en anglais intitulé « Eutaw, Alabama » (voir la liste des auteurs).